# Manuel Montes de Oca (Politiker, 1804)
Manuel Montes de Oca (* 1804 in Medina-Sidonia; † 20. Oktober 1841 in Vitoria) war ein spanischer Militär und Politiker.

## Leben
Montes trat siebzehnjährig in die Academia de Guardias Marinas ein und unternahm im Folgejahr seine erste Seereise mit der Fregatte Sabina. Für seinen Einsatz bei der Unterstützung der Festung San Juan de Ulúa 1823 wurde er mit dem Cruz de la marina ausgezeichnet. Als Offizier der Korvette Zafiro nahm er an der Bereitstellung von Truppen und Bekämpfung von Piraten vor Kuba und Yucatán teil. Später diente er auf Begleitschiffen der Handelsmarine und wurde Adjutant des General-Kapitäns von Cadiz, José de Quevedo und später von Cayetano Valdés, der ihn 1834 zum Prokurator der Versammlung der Generalstände von Cádiz machte.
Er wurde Sekretär des Estamento de Procuradores und Sektionsleiter im Marineministerium. Seit 1837 war er Abgeordneter für Cadiz, 1839 wurde er zum Minister für Marine, Handel und die Verwaltung der Überseegebiete ernannt. 1840 beteiligte er sich an der Bekämpfung der Rebellen, die den Kongress zu überfallen beabsichtigten.
Er trat dann von seinen Ämtern zurück und leitete bei der Revolution von 1841 die Verschwörung der Partida Moderata im Baskenland gegen seinen ehemaligen Freund und Gönner, den General und Regenten Baldomero Espartero, und für die Wiedereinsetzung der Königin María Cristina. Nach der Niederlage der Generäle Diego de León, Manuel Gutiérrez de la Concha und Leopoldo O’Donnell versuchte er zunächst zu fliehen, ergab sich dann aber dem General Martín Zurbano. Er wurde als Rebell zum Tode verurteilt und am 20. Oktober hingerichtet.
Seit seiner Jugend literarisch interessiert war Montes mit den Schriftstellern Félix José Reinoso und Alberto Lista befreundet. Er verfasste Gedichte und übersetzte mehrere Eklogen des Vergil.